# Rodamlia
Ozero Radomlja (ryska: Озеро Радомля) är en sjö i Belarus.   Den ligger i voblasten Minsks voblast, i den norra delen av landet, 130 km nordost om huvudstaden Minsk. Ozero Radomlja ligger 164 meter över havet. Arean är 0,35 kvadratkilometer. Den sträcker sig 0,8 kilometer i nord-sydlig riktning, och 1,4 kilometer i öst-västlig riktning.
Omgivningarna runt Ozero Radomlja är en mosaik av jordbruksmark och naturlig växtlighet. Runt Ozero Radomlja är det ganska glesbefolkat, med 21 invånare per kvadratkilometer.